# خثار المضخة
خثار المضخة، هي حالة تشير لحدوث اضطراب كبير في عمل جهاز مزروع ما، وتصنف إلى خثار محتمل ومؤكد. يصيب الاضطراب عادةً مضخة دم مزروعة كجهاز المساعدة البطينية مثلًا، وحينها يتوقف تدفق الدم في أي مكان على طول الوعاء (باتجاه مجرى الدم أو عكسه) بسبب التنافر الحيوي الناجم عن هذا الجهاز الميكانيكي المعقد إلى حد ما. يعتبر خثار المضخة من المضاعفات المروعة لأجهزة المساعدة البطينية ذات التدفق المستمر؛ فقد يسبب الموت أو يتطلب إعادة الجراحة لاستبدال المضخة.
يشتبه بوجود الخثار عندما تشير حالة المريض السريرية أو عناصر المضخة إلى وجود خثرة على أحد أسطح المضخة الملامسة للدم (قنية الجريان الوارد أو المضخة نفسها أو طعم الجريان الصادر).
يؤكد الخثار عبر الرؤية المباشرة (أثناء تبديل الجهاز أو زرعه أو عند تشريح الجثة) أو بوجود أدلة شعاعية حاسمة أو بغياب إشارات الجريان الوارد والصادر عند التصوير بالإيكو دوبلر.

## مقدمة
لا تتمتع جميع أجهزة المساعدة البطينية بالتوافق البيولوجي الكامل، ولهذا يعتبر الخثار من المضاعفات المهمة على الدوام. كان الجيل الأقدم من أجهزة المساعدة البطينية النابضة كبير نسبيًا، ولهذا كان احتمال تخثر المضخة بشكل كامل مستحيل واحتمال إحداث اضطرابات ديناميكية دورانية مستبعد. مع ذلك، قد تنطلق أي خثرة من المضخة إلى الدوران، وهذا قد يسبب حوادث انصمامية هامة كالسكتة الدماغية مثلًا. في المقابل، تكون أجهزة المساعدة البطينية ذات التدفق المستمر أقل حجمًا مع امتلاكها فجوات أصغر بين مكونات المضخة المختلفة. ترفع هذه الخصائص من احتمال تخثر المضخة بأكملها وتزيد انحلال الدم واضطراب وظيفة الجهاز بسبب بقاء الخثرة ضمنه.
يحدث خثار أجهزة المساعدة البطينية ذات التدفق المستمر نتيجة لعوامل مختلفة يمكن تقسيمها إلى ثلاث فئات: أسباب متعلقة بالمضخة والمريض والطبيب. تختلف بروتوكولات تدبير أجهزة المساعدة البطينية باختلاف المؤسسة، وتتنوع العوامل المتعلقة بالطبيب على نحو كبير. يعتقد البعض أن انخفاض درجة التمييع يلعب دور في زيادة خثار أجهزة المساعدة البطينية ذات التدفق المستمر.
يوجد توازن معقد بين فرط التمييع ونقصه بسبب اختلاف استجابة نظام التخثر في الجسم لوجود أجهزة المساعدة البطينية ذات التدفق المستمر. يسبب فرط التمييع النزف في أماكن مختلفة كالنزف الهضمي والنزف داخل القحف، بينما يسبب نقص التمييع انحلال الدم وخثار المضخة والسكتات الدماغية الإقفارية/الانصمامية.
لا توجد بروتوكولات تمييع فعالة ومصممة بشكل فردي في معظم المؤسسات الطبية؛ إذ تلجأ معظم تلك المؤسسات إلى استخدام بروتوكول موحد للجميع. توصي إحدى بروتوكولات التمييع استخدام الوارفارين حتى وصول النسبة المعيارية الدولية للمجال 2-3 مع الأسبرين بجرعة كاملة مضادة للصفيحات. لا توجد منطقة آمنة تمامًا بين حدوث الخثار والنزف -أو كليهما معًا- بسبب الديناميكيات المعقدة لتفاعل أجسام المرضى.

## الأسباب
تصنف أسباب خثار المضخة إلى أسباب متعلقة بالمضخة أو بالمريض أو بالتدبير. ذكرت بعض التقارير حدوث متلازمة قلة الصفيحات المحدثة بالهيبارين كعامل مسبب للمرض في بعض الحالات، وهو من الأمور المثيرة للقلق على نحو خاص.

### أسباب متعلقة بالمضخة
أسباب خاصة بنظام الجهاز نفسه؛ كالحرارة المتولدة عن دوار المضخة وانثناء طعم الجريان الصادر.

### أسباب متعلقة بالمريض
هي الحالات الفردية التي تجعل المريض أكثر عرضة للإصابة بحوادث خثارية كالرجفان الأذيني أو الإنتان.

### أسباب متعلقة بالتدبير
1- سوء تقنية الزرع؛ كالخطأ في وضع قنية الجريان الوارد. 2- عدم كفاية مضادات التخثر؛ كعدم استخدام الهيبارين المؤقت وعدم وصول النسبة المعيارية الدولية للقيم العلاجية. 3- انخفاض تدفق الجريان عبر المضخة بسبب خفض إعدادات السرعة لتدبير قصور الأبهر والنزف الهضمي أو لتقييم/ حث التعافي.